# Bastle house

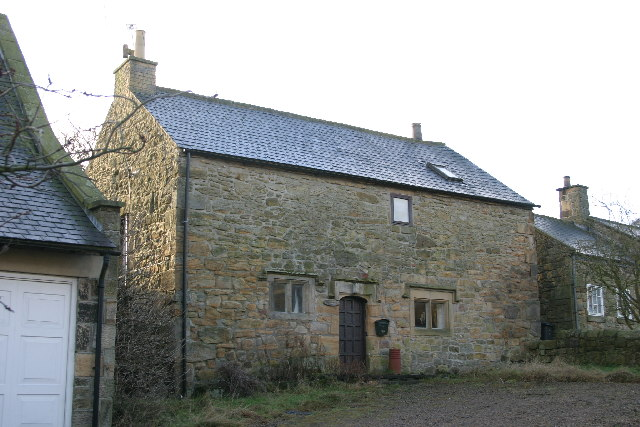
Rebellion House, High Callerton - une simple maison bastle

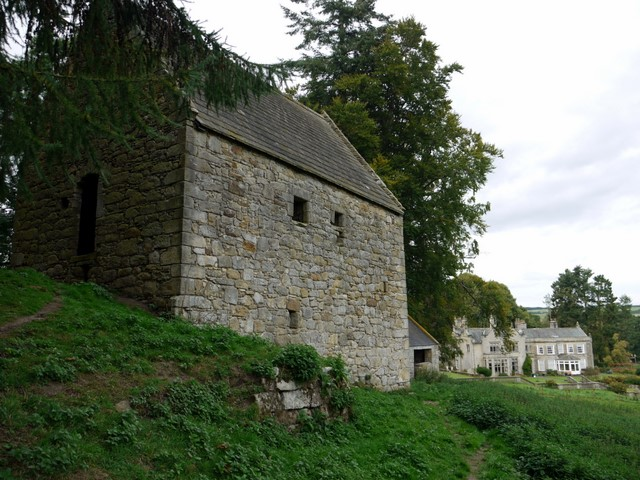
Woodhouse Bastle

Les maisons Bastel, bastle, ou bastille sont un type de construction trouvé le long de la frontière anglo-écossaise, dans les zones anciennement en proie à la frontière Reivers. Ce sont des fermes fortifiées, caractérisées par des mesures de sécurité contre les raids. Leur nom proviendrait du mot français " bastille ". 

## Caractéristiques
Les caractéristiques de la maison bastle classique sont des murs en pierre extrêmement épais (environ 1 mètre d'épaisseur), avec le rez-de-chaussée consacré à un espace stable pour les animaux les plus précieux, et un sol voûté en pierre ou en bois plat entre elle et le premier étage sans accès interne comme un escalier ou une échelle. Les logements de la famille étaient par terre au-dessus du sol et, pendant la période précédant la suppression des récidives, n'étaient accessibles que par une échelle qui était tirée de l'intérieur la nuit. Les fenêtres étaient petites ou même seulement des fentes de flèche. Les maisons bastides ont de nombreuses caractéristiques en commun avec les blockhaus militaires, la principale différence étant qu'un bastle était principalement destiné à une habitation familiale, au lieu d'une simple fortification. 
Beaucoup de maisons de bastion survivent aujourd'hui; leur construction a assuré qu'ils dureraient très longtemps, mais la plupart sont soit ruinés soit très modifiés pour être utilisés comme résidences ou bâtiments de ferme. Ils peuvent être vus des deux côtés de la frontière anglo-écossaise[réf. nécessaire].    Quelques exemples bien préservés sont Thropton Pele, Hole Bastle, Woodhouses Bastle et Black Middens Bastle. 